# South African Army
Das Südafrikanische Heer (engl.: South African Army, abgekürzt SAA) ist das Heer der Streitkräfte. Die South African Army hat eine Personalstärke von 38.200 Mann und ist damit die größte Teilstreitkraft der südafrikanische Streitkräfte.
Im Jahr 2014 wurde die SAA einer starken Neuausrüstung unterzogen, wobei besonders Schützenpanzer und Geschütze ersetzt wurden.
Große Bedeutung haben auch die SAMIL-Militär-Lkw.
Die South African Army setzt besonders auf Ausrüstung aus einheimischer Denel Produktion.

## Flaggen der SAA

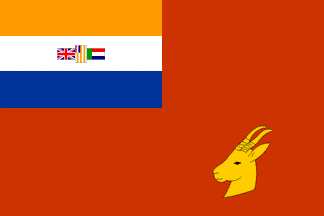
1951–1966
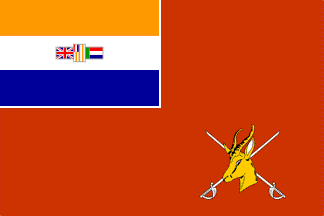
1966–1973
1973–1994
1994–2002
2002–2003
2003–

## Ausrüstung

### Mechanisierte Kampftruppen und Infanteriefahrzeuge
| Typ     | Herkunft    | Funktion                      | Version                    | Anzahl | Anmerkungen                |
| ------- | ----------- | ----------------------------- | -------------------------- | ------ | -------------------------- |
| Olifant | Südafrika   | Kampfpanzer                   | Olifant 2                  | 24     | 133 Olifant 1B eingelagert |
| Ratel   | Südafrika   | Schützenpanzer                | Ratel 20 Ratel 60 Ratel 90 | 534    |                            |
| Rooikat | Südafrika   | Spähpanzer                    |                            | 50     | 126 eingelagert            |
| Casspir | Südafrika   | geschützte Transportfahrzeuge |                            | 370    |                            |
| Mamba   | Südafrika   | geschützte Transportfahrzeuge |                            | 440    |                            |
| Gemsbok | Südafrika   | Bergepanzer                   |                            |        |                            |
| Leguan  | Deutschland | Brückenlegepanzer             |                            |        |                            |
| Husky   | Südafrika   | Minenräumpanzer               |                            |        |                            |

### Artillerie
| Typ      | Herkunft  | Funktion              | Version | Anzahl | Anmerkungen                      |
| -------- | --------- | --------------------- | ------- | ------ | -------------------------------- |
| Denel G6 | Südafrika | Selbstfahrlafette     |         | 2      | 41 eingelagert                   |
| G5       | Südafrika | Haubitze              |         | 6      | 66 eingelagert                   |
| Valkirii | Südafrika | Mehrfachraketenwerfer | Mk II   | 6      | 26 Mk I und 19 Mk II eingelagert |

Des Weiteren stehen ungefähr 1226 Mörser zur Verfügung.

### Flug- und Panzerabwehr
| Typ                            | Herkunft               | Funktion                 | Version          | Anzahl | Anmerkungen                             |
| ------------------------------ | ---------------------- | ------------------------ | ---------------- | ------ | --------------------------------------- |
| SU-23                          | Sowjetunion Südafrika  | Flugabwehrkanone         | Zumlac           |        | Südafrikanische Version; 36 eingelagert |
| Oerlikon 35-mm-Zwillingskanone | Schweiz                | Flugabwehrkanone         | GDF-002 GDF-005A | 22 18  |                                         |
| Starstreak HVM                 | Vereinigtes Königreich | MANPADS/Flugabwehrrakete |                  |        |                                         |
| ZT3 Swift                      | Südafrika              | Panzerabwehrlenkwaffe    |                  |        |                                         |
| MILAN                          | Frankreich Deutschland | Panzerabwehrlenkwaffe    | ER ADT           |        |                                         |
| M40                            | Vereinigte Staaten     | Rückstoßfreies Geschütz  | A1               |        |                                         |

### Infanteriewaffen
- Vektor SS 77 Maschinengewehre
- Milkor MGL Granatwerfer
- Vektor CR-21 Sturmgewehre
- NTW-20 Scharfschützengewehre

### Unbemanntes Luftfahrzeug
- ATE Vulture